# 대전시 을 (1958년 선거구)
대전시 을은 대한민국의 옛 국회의원 선거구이다. 당시 충청남도 대전시의 일부 지역을 관할했다.

## 역사
제4대 국회의원 선거를 앞두고 대전시 선거구가 갑, 을로 분구됨에 따라 신설되었다.
제6대 국회의원 선거를 앞두고 대전시 갑, 을 선거구가 다시 대전시 단일 선거구로 통합되면서 폐지되었다.

## 역대 국회의원
| 선거   | 정당 | 정당   | 의원   |
| ------ | ---- | ------ | ------ |
| 1958년 |      | 민주당 | 진형하 |
| 1960년 |      | 민주당 | 진형하 |

## 역대 선거 결과

### 대한민국 제4대 국회의원 선거
|  | 47.37% |

|  | 24.76% |

|  | 5.80% |

|  | 5.39% |

|  | 5.01% |

|  | 4.19% |

|  | 3.75% |

|  | 3.70% |

### 대한민국 제5대 국회의원 선거
|  | 42.20% |

|  | 17.30% |

|  | 13.61% |

|  | 8.52% |

|  | 7.08% |

|  | 4.09% |

|  | 3.86% |

|  | 3.30% |